# Izgnanie
Izgnanie (russisk: Изгнание, da. Forvisningen, også kendt under den engelske titel The Banishment) er en russisk psykologisk dramafilm fra 2007 instrueret af Andrej Zvjagintsev og med Konstantin Lavronenko og Maria Bonnevie i hovedrollerne. Filmen er løst baseret på romanen The Laughing Matter af den amerikansk-armenske forfatter William Saroyan.
Filmen er Zvjagintsevs anden spillefilm efter The Return (2003). Filmen havde premiere i 2007 på Filmfestivalen i Cannes, hvor den var nomineret til Guldpalmen. Konstantin Lavronenko vandt på festivalen prisen for Bedste mandlige hovedrolle for sin rolle i filmen.
Filmen havde premiere i Rusland den 2. oktober 2007, hvor den modtog blandede anmeldelser fra kritikerne.

## Handling
I filmens åbningsscene kommer Mark til Alex’ hus for at få hjælp til at fjerne en kugle fra sin arm. Mark er bekymret for farerne ved at gå på hospitalet på grund af sine kriminelle forbindelser og at politiet vil få besked, hvis han får behandling på et offentligt hospital. Mark kommer sig, og i de følgende dage tager Alex sin kone Vera og deres to børn med på en tur til hans barndomshjem på landet. Freden på landet bliver brudt, da Vera fortæller Alex, at hun er gravid, men at barnet ikke er hans. Kløften mellem parret vokser, men de forsøger at opretholde facaden i nærværelse af deres børn og de gamle venner, der besøger dem.
Alex er usikker på, hvad han skal gøre, og søger råd hos sin bror Mark. På vej til at møde Mark ved togstationen afslører Alex’ søn Kir, at Alex’ unge ven Robert var i deres hus en dag, mens Alex var væk på arbejde. Alex konkluderer, at Robert er barnets far. Vera føler sig fremmedgjort fra sin mand og frygter, at Kir vil følge i Alex og Marks kriminelle fodspor.
Til sidst tvinger Alex Vera til at få en abort i håb om, at de vil kunne genopbygge deres forhold og redde deres ægteskab, når det ufødte barn er af vejen. Mens deres børn er hos en ven, får han Mark til at bruge sine kriminelle forbindelser til at finde en læge, der kan udføre aborten i deres eget hus. Efter aborten begår Vera selvmord med en overdosis smertestillende medicin. Alex og Mark skynder sig med begravelsesformaliteterne, da sladderen spreder sig hurtigt på landet. Efter at være vendt hjem fra begravelsesforretningen får Mark et alvorligt hjerteanfald. Mod lægens råd deltager han i Veras begravelse, men dør, før han og hans bror når hjem.
Alex vender alene tilbage til byen og går til Roberts hus med intentionen om at dræbe ham. Alex falder i søvn i sin bil uden for huset og bliver vækket af Robert, som inviterer ham ind. Da han tager pistolen fra handskerummet, opdager han en konvolut med resultaterne af Veras graviditetstest og et brev skrevet af Vera på bagsiden. Filmen skifter til et flashback af den tid, hvor Robert kom til Alex’ hjem, mens han var væk. Det afsløres, at Vera dagen før forsøgte at begå selvmord ved at overdosis på piller, men blev reddet af Robert. Dagen efter finder Vera ud af, at hun er gravid og betror sig til Robert, og afslører, at hun aldrig havde en affære, og at barnet faktisk var Alex’, selvom hun siger, at det føltes som om det ikke var hans, da de næsten aldrig taler sammen. Hun udtrykte bekymring over at få endnu et barn i dette forhold uden kommunikation.

## Medvirkende
- Konstantin Lavronenko som Alex
- Maria Bonnevie som Vera
- Aleksandr Baluev som Mark
- Maksim Sjibajev som Kir
- Katja Kulkina som Eva

## Produktion
Filmens manuskript blev præsenteret for instruktøren Zvjagintsev af Artyom Melkumian, en armensk ven af ham, der arbejdede som tv-kameramand og som havde brugt 10 år på at tilpasse William Saroyans roman The Laughing Matter til et filmmanuskript. Manuskript havde en masse dialog, men da Zvjagintsev forsøgt at teste det med skuespillere, "var det en katastrofe", og han skar kraftigt ned på dialogen. Zvjagintsev forsøgte at undgå casting af Konstantin Lavronenko, som spillede en hovedrolle i sin forrige film, The Return, men udtalte i et interview: "I sidste ende kunne jeg ikke finde nogen anden, der kunne være hans ligemand." Til filmens kvindelige hovedrolle blev valgt den norsk-svenske skuespillerinde Maria Bonnevie.
Filmen blev indspillet over 103 optagedage i fire forskellige lande – Frankrig, Belgien, Moldova og Rusland. Udendørs scener i byer blev optaget i historiske industribyer i Belgien og det nordlige Frankrig: Charleroi, Roubaix og Tourcoing. Huset, banegården, kirken, kirkegården og træbroen ved siden af huset blev opført til brug for filmen i nærheden af Cahul i Moldova. Zvyagintsev fjernede bevidst kulturelle referencer til filmens tid og sted. Der blev lagt særlig vægt på arkitektur, skilte og køretøjer. Finske pengesedler blev ændret for at få dem til at se mere abstrakte ud, og et fransk skilt blev digitalt fjernet i postproduktionen.

## Modtagelse

### Modtagelse hos kritikerne
Filmkritikerne gav filmen blandede anmeldeser. Baseret på 20 anmeldelser samlet af websitet Rotten Tomatoes har filmen en "approval rating" fra kritikere på 65% med en gennemsnitlig vurdering på 5,1/10. Websites konsensus om filmen lyder: "Smukt filmet, men alt i alt skuffende, tung luntende indsats fra den potentielt store Andrej Zvjagintsev". På Metacritic har filmen en gennemsnitlig score på 59 ud af 100 baseret på 8 anmeldelser, hvilket angiver "blandede, eller gennemsnitlige anmeldelser".
The Daily Telegraph kaldte filmen "et mytisk mesterværk", der bekræfter Zvjagintsev som en instruktør i verdensklasse. Filmkritikeren Patrick Z. McGavin skrev, at "filmen kræver ekstraordinær tålmodighed, og dem, der kan overgive sig til filmens tunge fortælling og flygtige rytme vil opleve en særlig oplevelse." McGavin anførte dog, at filmens narrativ var "frustreringe" og "lider af strukturelle problemer",, en kritik som også filmmagasinet Sight & Sound fremførte. The Guardian kritiserede filmen for at efterlade publikum med for mange uforløste spørgsmål og skrev "der er en fremragende film et eller andet sted inde i denne brogede masse af idéer, der kunne være formet mere præcist i redigeringen."
Information beskrev filmen som skuffelse på Cannesfestivalen efter The Return og beskrev filmen som "flot fotograferet, men (et) meget kedeligt ægteskabsdrama".
Filmen er ofte blevet sammenlignet med instruktøren Andrej Tarkovskijs film, og med visuelle referener til film af Ingmar Bergman, Robert Bresson og Michelangelo Antonioni.
Konstantin Lavronenko vandt ved Cannesfestivalen prisen for bedste mandlige hovedrolle for sin optræden i filmen.